# Patinatge artístic als Jocs Olímpics d'hivern de 1964
Als Jocs Olímpics d'Hivern de 1964 celebrats a la ciutat d'Innsbruck (Àustria) es disputaren tres proves de patinatge artístic sobre gel, una en categoria masculina, una altra en categoria femenina i una tercera en categoria mixta per parelles.
Les proves es disputaren entre els dies 29 de gener i 6 de febrer de 1964 a les instal·lacions de l'Olympia Eisstadion. Hi participaren un total de 88 patindors, entre ells 41 homes i 47 dones, de 14 comitès nacionals diferents.

## Resum de medalles

### Categoria masculina
| Prova              | Or                    | Argent       | Bronze      |
| Individual Detalls | Manfred Schnelldorfer | Alain Calmat | Scott Allen |

### Categoria femenina
| Prova              | Or               | Argent         | Bronze      |
| Individual Detalls | Sjoukje Dijkstra | Regine Heitzer | Petra Burka |

### Categoria mixta
| Prova            | Or                                                  | Argent                                      | Bronze                                     |
| Parelles Detalls | Unió Soviètica Liudmila Belousova · Oleg Protopopov | AlemanyaMarika Kilius · Hans-Jürgen Bäumler | Estats Units Vivian Joseph · Ronald Joseph |
| Parelles Detalls | Unió Soviètica Liudmila Belousova · Oleg Protopopov | Canadà Debbi Wilkes · Guy Revell            | Estats Units Vivian Joseph · Ronald Joseph |

## Medaller
| Posició | País           | Or | Argent | Bronze | Total |
| 1       | Alemanya       | 1  | 1      | 0      | 2     |
| 2       | Països Baixos  | 1  | 0      | 0      | 1     |
| 2       | Unió Soviètica | 1  | 0      | 0      | 1     |
| 4       | Canadà         | 0  | 1      | 1      | 2     |
| 5       | Àustria        | 0  | 1      | 0      | 1     |
| 5       | França         | 0  | 1      | 0      | 1     |
| 7       | Estats Units   | 0  | 0      | 2      | 2     |
|         |                |    |        |        |       |
| Total   | Total          | 3  | 4      | 3      | 10    |